# Steinrad

Das Steinrad ist ein Flurname bei Herrliberg. Dort befindet sich ein Freibad am Zürichsee.
Der Name des Ortes stammt von einer früher dort vorhandenen Hebevorrichtung mit Tretmühle, mit der man schwere Steine aus den Herrliberger Steinbrüchen auf Ledischiffe verlud.